# Pierre Joannon (homme politique)
 (août 2022).
- Si vous ne connaissez pas le sujet, laissez ce bandeau (vous pouvez alors contacter les auteurs).
- Si vous supprimez le contenu mis en cause (vous pouvez préalablement contacter les auteurs),

argumentez précisément cette suppression dans la page de discussion
(un manque de référence n'est pas un argument ; une recherche réelle de référence doit avoir été effectuée, être formellement documentée).
Pour l’article homonyme, voir Pierre Joannon (diplomate franco-irlandais né en 1943)..
Pierre Joannon (1868-1935) est un homme politique français, maire d'Izieux de 1904 à 1935, et conseiller général de la Loire entre 1904 et 1919. Il était industriel, fabricant de lacets.

## Biographie

### Origines
Pierre Marie Joannon est né le 15 juin 1868, à Izieux (dans la Loire), au lieu-dit du Moulin Dyon. 

#### Parents

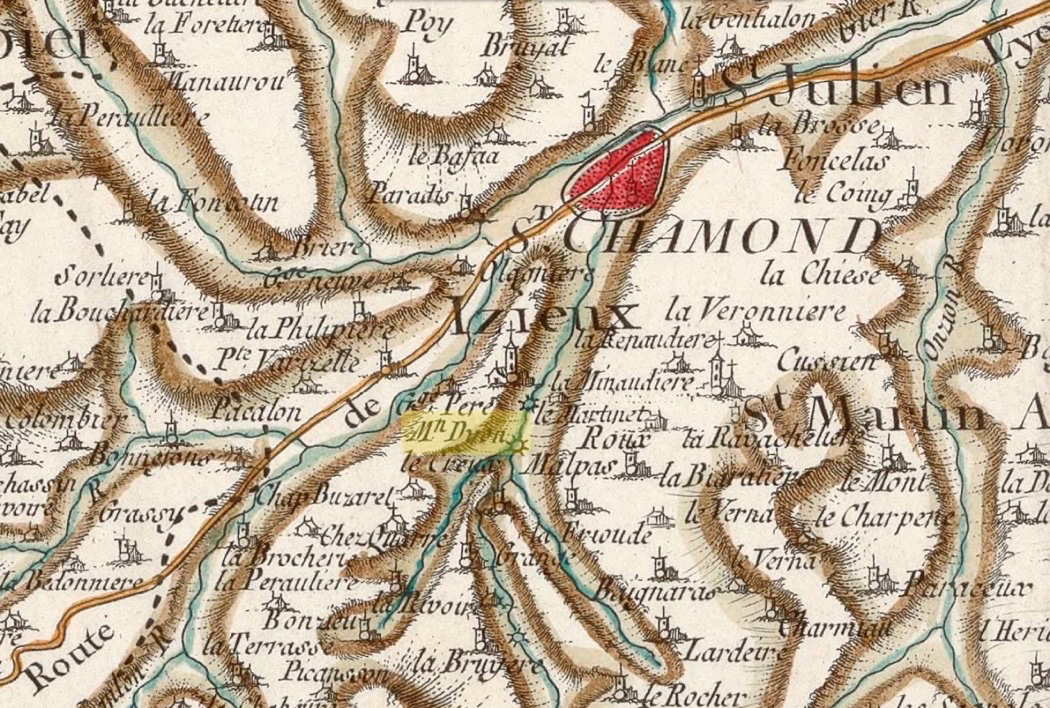
Carte de Cassini, 1780, Izieux, emplacement du moulin Dyon.

À la naissance de Pierre, son père, Joseph, employé, est âgé de trente ans ; sa mère, Françoise Romain, est âgée de trente-six ans. Pierre Joannon a une petite sœur, Bénédicte, née le 25 janvier 1870.
Sur le recensement de population, en 1872, son père est inscrit comme fabricant de lacets, résidant au Moulin Dyon. L'instituteur Mathieu Fournier l'a signalé comme «un ferreur de lacets, dont les pauvres économies furent dévorées par un banquier véreux».
La mère de Pierre Joannon meurt le 22 mars 1877. Le 4 novembre 1890, son père meurt à son domicile, à l'âge de 54 ans.
À l'âge de 22 ans, Pierre Joannon a donc déjà perdu ses deux parents. Il vit avec sa sœur et son beau-frère Claude Louison.

#### Formation
Adolescent, Pierre Joannon a suivi les cours de l'école pratique d'industrie de Saint-Chamond, récemment fondée en 1879 par Claude Lebois,.
Il travaille très tôt dans la petite entreprise de lacets de ses parents, ainsi qu'en témoigne Albert Ravachol, premier adjoint lors de la réunion du conseil municipal le 8 septembre 1935 qui rend hommage au maire disparu.
À l'âge de 20 ans, il se fait recenser par l'autorité militaire. Le conseil de révision le place dans les services auxiliaires pour cause de «déviation de la colonne vertébrale». Sa fiche l'enregistre comme «employé» et le décrit comme ayant les yeux et les cheveux châtains, mesurant 1,53 m. Il n'a jamais été appelé à l'activité militaire.

### Vie à Izieux et activité professionnelle

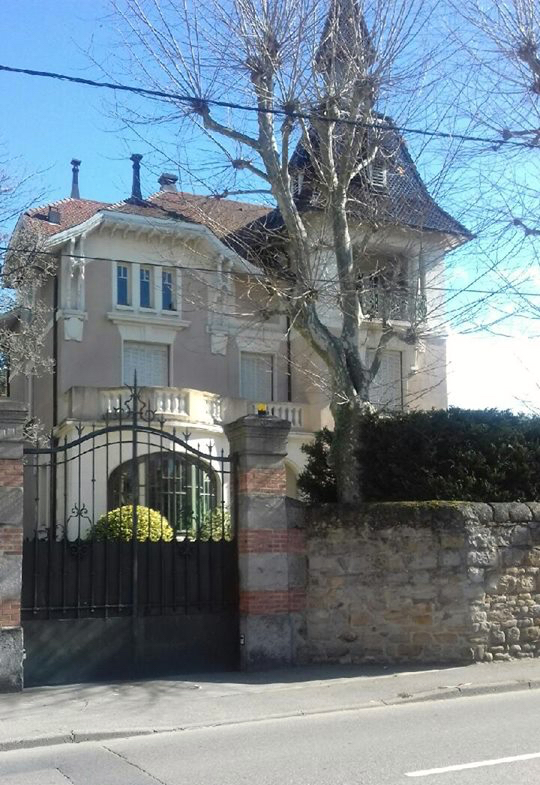
Villa Joannon à Izieux.

Au recensement de 1891, Pierre Joannon, âgé de 23 ans, habite au Moulin Dyon, avec sa sœur Bénédicte et son beau-frère Claude Louison : ils ont une domestique. Sa profession indiquée est déjà celle de fabricant.
Dix ans plus tard, en 1901, il vit avec les mêmes personnes et ses deux enfants au n° 41 de la République ; ils ont une autre domestique. Claude Louison et lui sont mentionnés comme fabricants de lacets.
Pierre Joannon n'a jamais quitté la commune d'Izieux. Il y a passé toute sa vie. Dans les années 1920-1930, il acquiert et aménage une très belle villa, au 111 rue Petin-Gaudet, construite dans le style art nouveau.

### Famille
Pierre Joannon a épousé Anne Simone Rochat (née le 15 juin 1873 à Saint-Étienne), institutrice, le 22 mai 1897 à Saint-Étienne.
Ils ont eu cinq enfants :
- Claudius Alexandre Jean, né le 2 février 1898, à Izieux[18]. Il meurt à l'âge de quatre ans, le 20 février 1902[19].
- Bénédicte Antoinette, née le 8 janvier 1900, à Izieux. Elle épouse Jean Philippe Daneyrolle, à Izieux, le 6 mars 1920[20].
- Jean Joseph, né le 6 août 1902, à Izieux. Il meurt à Antibes (Alpes-Maritimes), le 17 janvier 1983[21].
- Louise, née le 15 avril 1904, à Izieux. Elle épouse Marcel Jacques Bon le 25 février 1926, à Izieux[22].
- Pierre né le 15 avril 1906, à Izieux. Il a épousé Suzanne Sophie Louise Veillith le 9 novembre 1932, à Saint-Étienne ; puis Simone Claire Bladier le 15 juin 1959, à Lyon 7e[23].

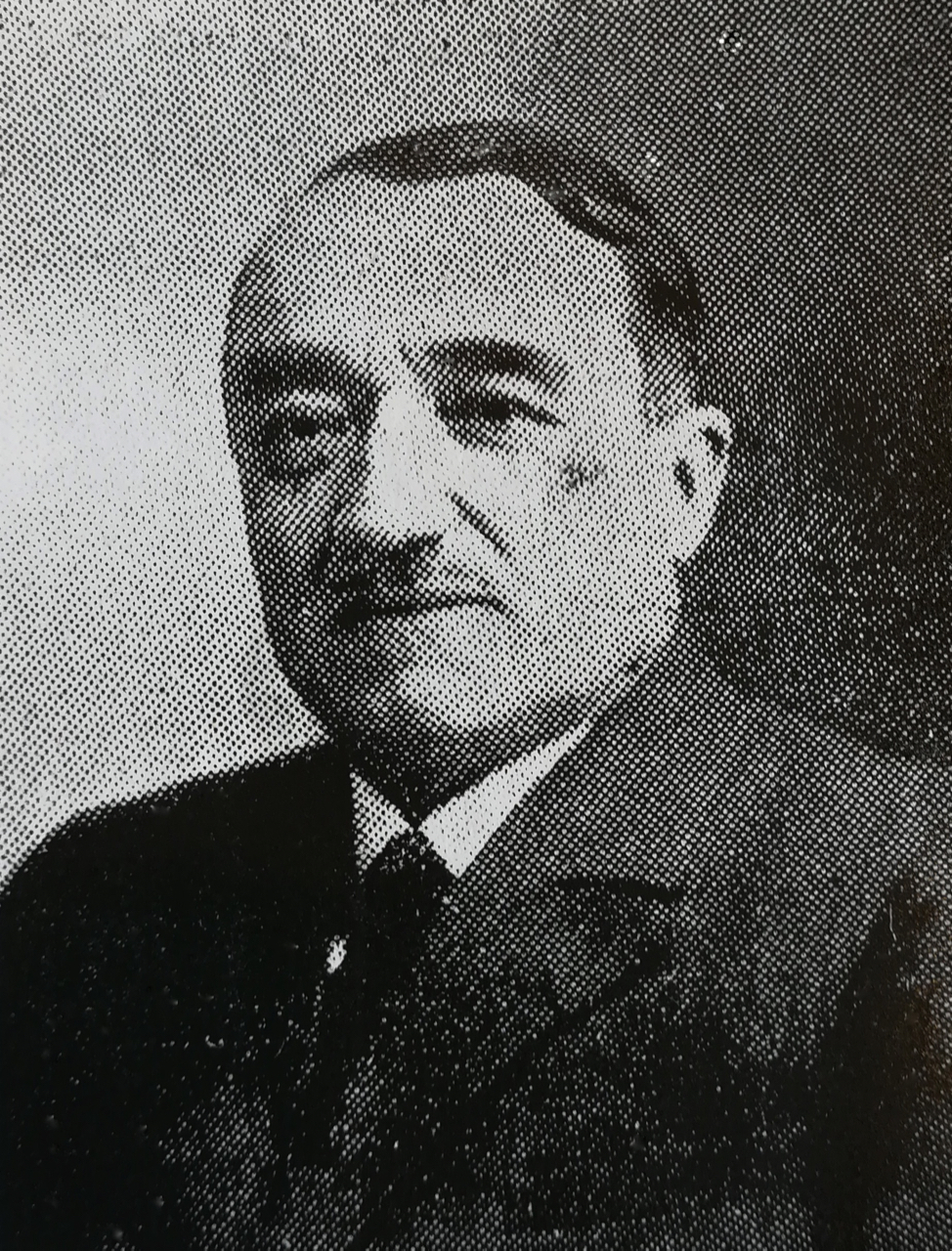
Pierre Joannon, 1930.

La famille habite au n° 41 de la rue de la République à Izieux.
Anne Simone Rochas, épouse de Pierre Joannon meurt veuve, le 10 septembre 1957, à Izieux, dans son domicile, 50 rue de la République.

### Mort de Pierre Joannon
Pierre Joannon meurt le 31 août 1935, à Lyon, 27 rue de Flesselles, dans la clinique des sœurs hospitalières de Saint-Charles. Il est incinéré.

## Fabricant de lacets à Izieux
Les parents de Pierre Joannon ne lui ont pas laissé un gros héritage, mais leur petite affaire commerciale de lacets ferrés. Alors qu'il n'a que 20 ou 22 ans, «il achète deux ou trois métiers à lacets et commence, avec ce modeste outillage, une carrière qui lui procurera plus tard une large aisance et quelque peu d'honneurs». Son entreprise appartient à une occupation alors très répandue dans la vallée du Gier.

### L'industrie du lacet à Saint-Chamond et à Izieux
La fabrication de lacets a été introduite en 1807 par Richard-Chambovet, à Saint-Chamond puis à Izieux : «Elle a remplacé progressivement l'ancienne Fabrique de rubans, dont l'histoire se confond avec celle de la Fabrique stéphanoise».
Son développement a été spectaculaire. En 1922, Le Monde illustré concluait un article sur l'industrie du lacet à Saint-Étienne avec ce dithyrambe : «En somme, Saint-Chamond, le modeste Saint-Chamond inonde le globe de ses articles. N'est-ce pas un excellent agent de l'expansion française et ne mériterait-il pas d'être moins ignoré de ses compatriotes ?». Cette production a occupé des milliers d'ouvriers et d'ouvrières de la vallée du Gier au XIXe siècle.

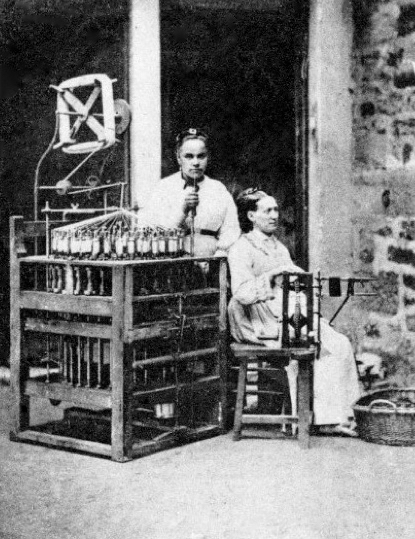
Métier à lacets, Saint-Chamond.

- En 1809, Richard-Chambovet «avait 20 métiers[30] réunis dans une petite fabrique de moulinage près des moulins de Saint-Pierre, à Saint-Chamond. (...) Il créa en 1819 une grande manufacture sur l'emplacement des moulins d'Izieux, lesquels possédaient toutes les eaux du Gier et 10 mètres de chute»[31]. Très vite, des concurrents apparurent à Izieux. En 1830, «Izieux comptait alors 7 fabriques de lacets. Celle de Richard-Chambovet comprenait 800 métiers»[32].

Un autre témoignage nous apprend qu'en 1830 : «la fabrique de lacets d'Izieux avait 4000 fuseaux de moulinage occupés nuit et jour au retordage de la soie pour marabouts. La moitié de ces moulins, après six ans d'activité, fut détruite ; elle est remplacée actuellement par des métiers à lacets».
En 1879, Florian Balas, président de la chambre syndicale des fabricants de lacets de Saint-Chamond, est entendu par la commission du tarif des douanes à la Chambre des députés : «Avant 1860, il y avait à Saint-Chamond deux mille ouvriers ou ouvrières occupés aux métiers de lacets de soie et de coton ; aujourd'hui, il y en a douze mille (...)».
En 1886, le groupe régional des lacets dont Saint-Chamond était le centre, comprenait notamment la commune d'Izieux.
Izieux a connu trois maires qui furent des fabricants de lacets : Richard-Chambovet lui-même, de 1829 à 1831 ; Henry Castel, de 1870 à 1887 ; et Pierre Joannon, de 1904 à 1935.

### L'entreprise de Pierre Joannon

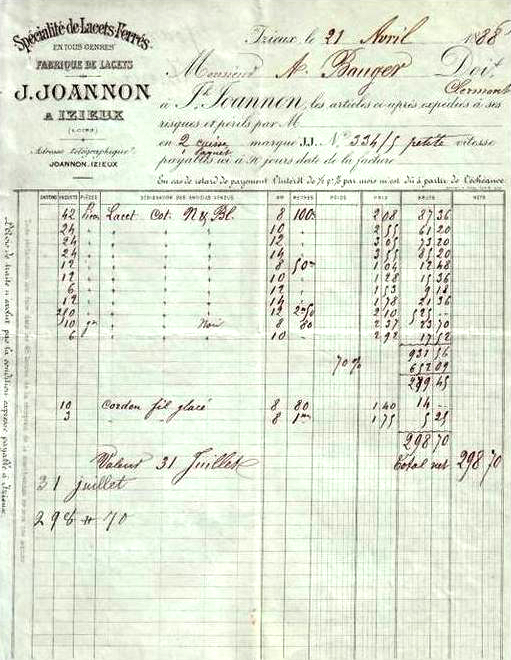
Fabrique de Joseph Joannon, 1888.

Grâce à son savoir-faire technique acquis à l'École pratique d'industrie de Saint-Chamond et à son sens du commerce, Pierre Joannon a rapidement développé l'entreprise reçue de ses parents. Mais son activité n'a pas laissé de traces dans les archives.
De nombreuses femmes y sont employées, dont certaines obtiennent la médaille d'honneur décernée par le ministère du Commerce et de l'industrie telles : Marguerite Vial, ouvrière paqueteuse ; Joséphine-Louise Darnond, ouvrière cylindreuse, et Clotilde Exbrayat, ouvrière plieuse.

## Un édile local et départemental

### Mandats électifs
Moins d'une dizaine d'années après avoir lancé son affaire industrielle, Pierre Joannon entend participer à l'essor de sa ville :
- «En dehors de ses occupations privées, il pense souvent à sa commune natale qu'il rêve d'administrer suivant des méthodes nouvelles et hardies. Déjà, ses opinions sont connues. Tout ce qui est progrès l'intéresse. Il voit le développement de l'instruction pour tous comme une chose indispensable»[9].

Il est d'abord élu, en 1896, contre les candidats du conseil municipal sortant, sur une liste Républicaine Socialiste dont les membres lui confient la charge de maire-adjoint. En 1902, le maire Pétrus Vial démissionne ; les conseillers désignent alors deux candidats au poste de maire : Pierre Joannon et Michel Darmancier obtiennent un nombre égal de voix. Darmancier est élu au bénéfice de l'âge.
En 1904, enfin, Pierre Joannon est élu maire de la commune d'Izieux et le reste jusqu'à 1935. Parallèlement, il est élu conseiller général de la Loire de 1904 à 1919.
| mandature | commune          | département        |
| --------- | ---------------- | ------------------ |
| 1896-1904 | adjoint au maire |                    |
| 1904-1908 | maire            | conseiller général |
| 1908-1912 | maire            | conseiller général |
| 1912-1919 | maire            | conseiller général |
| 1919-1925 | maire            |                    |
| 1925-1929 | maire            |                    |
| 1929-1935 | maire            |                    |
| 1935      | maire            |                    |

En 1935, Pierre Joannon ne souhait pas se représenter mais dû consentir aux pressions qu'on lui adressait. Élu le 5 mai, il meurt moins de quatre mois plus tard.

### L'œuvre d'un maire
Le bilan des trente années de son action municipale a été dressé par son premier adjoint, Albert Ravachol, une semaine après la mort de Pierre Joannon.

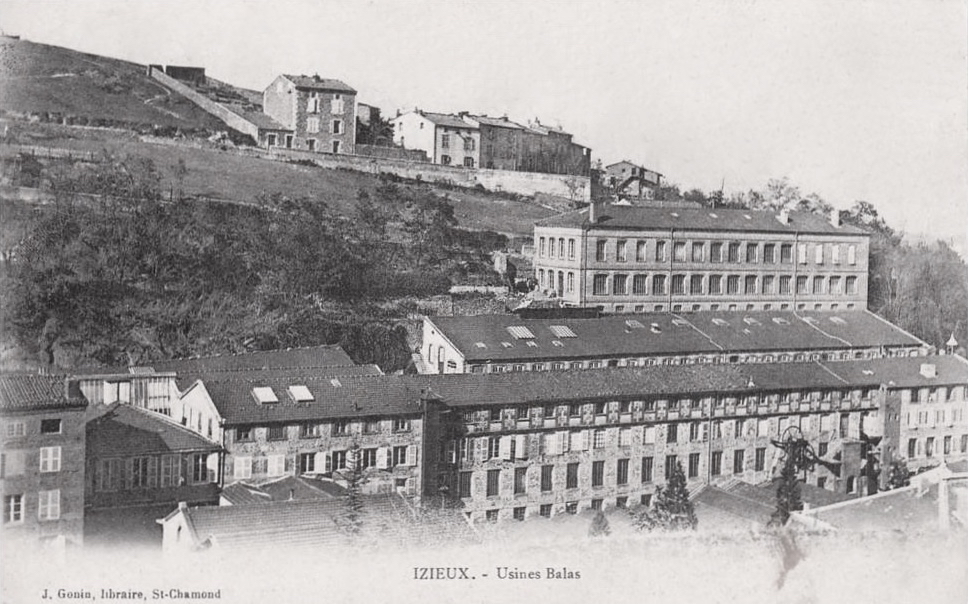
Izieux, usines Balas.

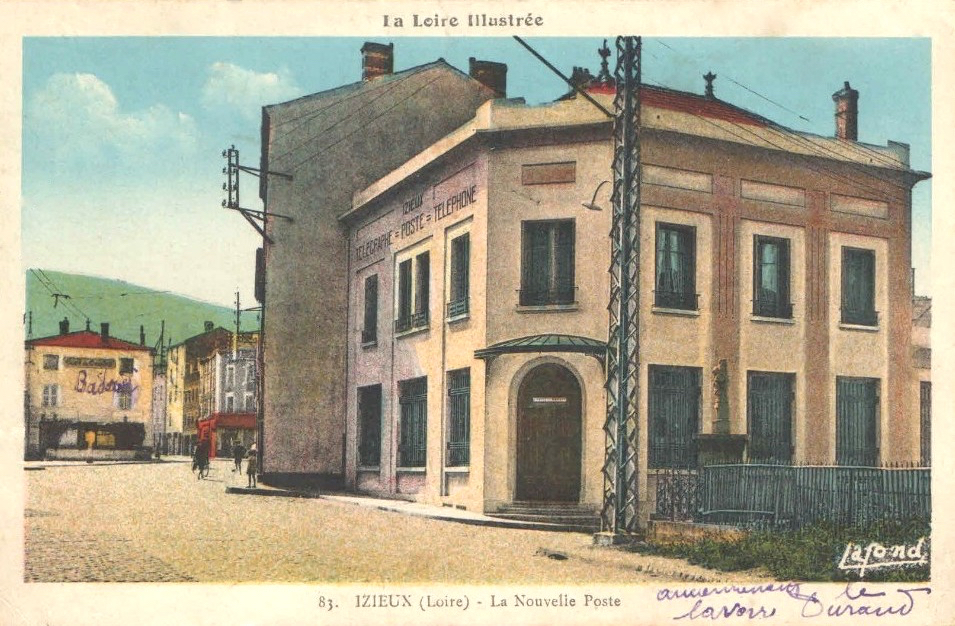
Izieux, la nouvelle Poste.

- mai 1904 : gratuité des fournitures scolaires pour les élèves des écoles publiques. Rachat des immeubles Balais au Vieux Creux pour en faire une école.
- 1905 ouverture d'une école de filles.
- 1906 : après la construction du tramway électrique entre Saint-Chamond et le Creux, pavage des rues de la République et Petin-Gaudet. Adduction d'eau à la Philippière.
- gratuité complète de la fourniture d'eau obtenue de la ville de Saint-Chamond.
- 1906-1908 boulevard reliant le quartier du Creux à la gare de Saint-Chamond.
- nombreuses études pour l'agrandissement du cimetière, l'amélioration du chemin des Côtes, les adductions d'eau à Ocharrat, projets qui se réalisent après la guerre.
- pendant la guerre, création de l'œuvre du Paquet du prisonnier qui a envoyé plus de 6000 colis ; aide aux familles nécessiteuses.
- 1917 : début de la démolition du quartier insalubre de la Friaude.
- 1920-1925 : couverture du Gier, construction du lavoir-public et des bains-douches.
- juin 1923 : début de la construction du monument aux morts (délibération du conseil municipal en date du 24 juin).
- 1925-1929 :  travaux dans les écoles (Arlos) ; plusieurs adductions d'eau ; fin de la couverture du Gier ; remplacement de l'éclairage au gaz par l'éclairage électrique ; création de l'école maternelle de la Varizelle.
- 1929-1935 : électrification des zones rurales ; grands travaux de voirie et d'égouts ; ouverture de la rue Aristide Briand ; reconstruction du Pont-Noir ; repavage des rues de la République et Petin-Gaudet ; construction de l'hôtel des Postes.

Ces travaux ont été réalisés sans recourir à l'emprunt.

## Convictions politiques
Huit jours après la mort de Pierre Joannon, l'adjoint au maire Albert Ravachol a laissé ce témoignage des convictions profondes du disparu :

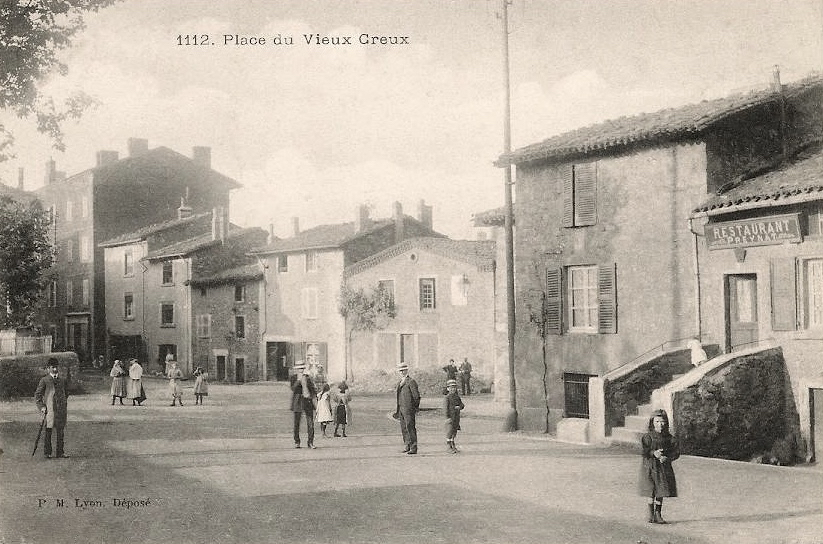
Izieux, place du Vieux Creux.

- «C'était un républicain sincère. Il l'a prouvé toute sa vie. Ses convictions étaient inébranlables et il fut au début de sa carrière politique, de toutes les luttes pour le développement d'une République de progrès social. Il fut le défenseur de l'esprit laïque, et son dévouement aux œuvres scolaires et post-scolaires est connu de tous. C'était un homme juste, et comme tout libre-penseur convaincu, il était tolérant, et il admettait parfaitement que d'autres émettent des idées qui n'étaient pas les siennes. Il respectait toutes les opinions, au point même d'avoir obtenu l'hommage de ses adversaires. Il était simple ; il ne recherchait pas les honneurs, car s'il avait voulu il aurait obtenu des mandats politiques importants»[9].

## Hommage
- Le nom de Pierre Joannon a été donné à un collège de Saint-Chamond en 1973, à un boulevard et à une salle multisports dans cette même ville.

## Articles connexes

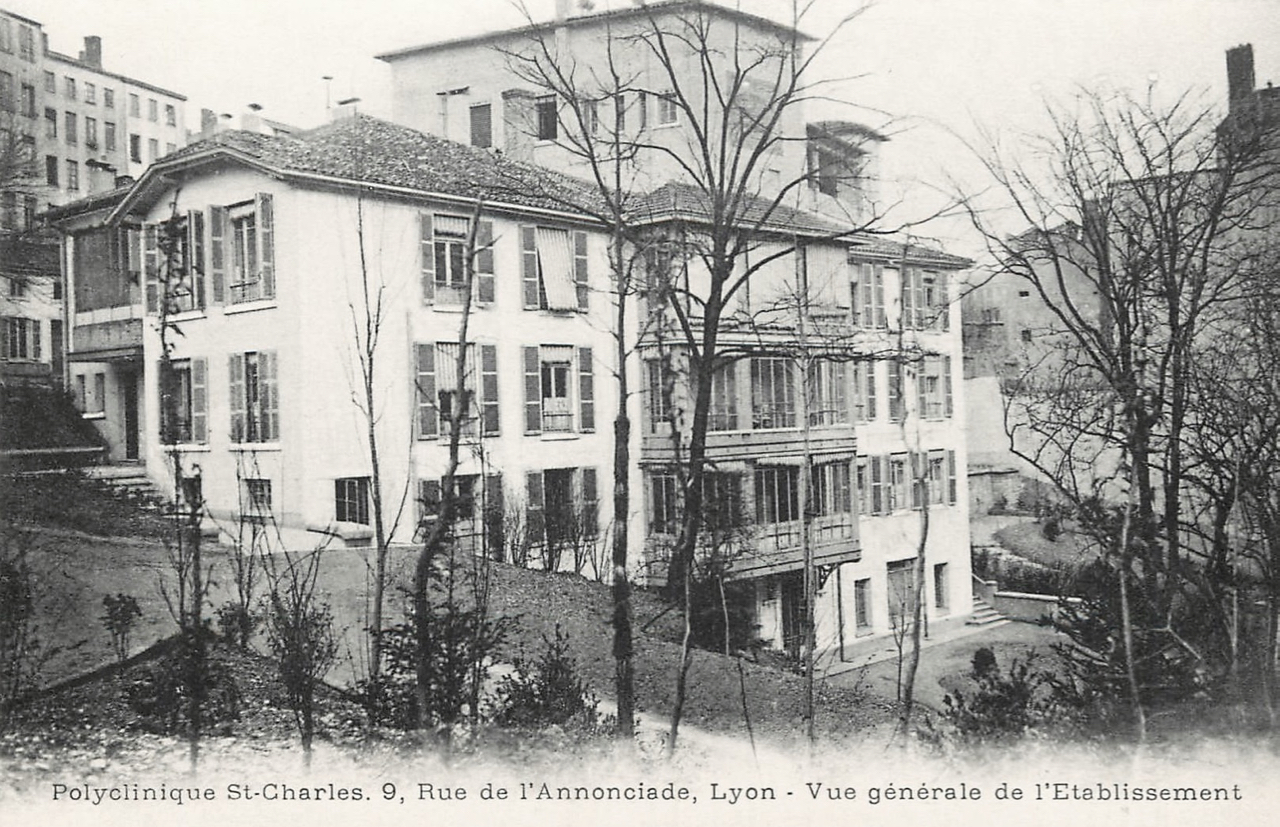
Clinique Saint-Charles où est mort Pierre Joannon.